# Stráž (okres Tachov)
Stráž (německy Neustadtl) je městys v okrese Tachov v Plzeňském kraji. Žije zde přibližně 1 400 obyvatel.

## Historie
První písemná zmínka o Stráži pochází z roku 1331, kdy král Jan Lucemburský městečku udělil řadu výsad, zejména vlastní soud a rychtáře. Románské jádro kostela svatého Václava však dokládá starší původ sídla. Stráž patřila k panství hradu Přimda a spolu s ním byla koncem vlády Václava IV. často zastavována. Na neznámém místě, snad v severozápadním nároží městečka, stávalo vrchnostenské sídlo.
Jádro Stráže zaujímá plochu asi 7,7 hektaru. Tvoří je protáhlé náměstí, k němuž přiléhaly protáhlé domovní parcely, které končily u linie hradeb. Jediná boční ulička z náměstí vybíhá směrem k severu a původně ji zřejmě ukončovala branka. Městské opevnění pravděpodobně vzniklo ještě před husitskými válkami. Tvořil je příkop a zděná hradba široká 70–80 centimetrů. Příkop bylo možné zaplavit vodou. Výrazně snížené fragmenty hradby se dochovaly na severní straně historického jádra. Východní a západní konec náměstí uzavíraly brány nejasné podoby.
V letech 1427 a 1431 bylo městečko vypleněno křižáky a po husitských válkách bylo v tak špatném stavu, že mu císař Zikmund v roce 1673 odpustil na jeden rok všechny poplatky a roboty. Před rokem 1476 městečko získali páni z Gutštejna, po nich Vartenberkové a na začátku 16. století Švamberkové. V polovině 19. století ve Stráži fungoval pivovar, dva mlýny a tři hospody. Roku 1876 bylo městečko postiženo velkým požárem. Železniční spojení získalo městečko roku 1910 zprovozněním trati Domažlice–Tachov.
V letech 1869 až 1910 se pro obec používal také název Novoměstí.
V letech 1938 až 1945 byla Stráž přičleněna (v důsledku uzavření Mnichovské dohody) k nacistickému Německu.
Od 23. ledna 2007 byl obci vrácen status městyse.

## Přírodní poměry
Městečkem protéká řeka Úhlavka. Silnice II/195 tvoří hranici přírodního parku Valcha, který leží jihovýchodně od Stráže.

## Obyvatelstvo
| Rok            | 1869  | 1880  | 1890  | 1900  | 1910  | 1921  | 1930  | 1950  | 1961  | 1970  | 1980  | 1991 | 2001  | 2011  | 2021  |
| -------------- | ----- | ----- | ----- | ----- | ----- | ----- | ----- | ----- | ----- | ----- | ----- | ---- | ----- | ----- | ----- |
| Počet obyvatel | 3 172 | 3 170 | 3 087 | 3 009 | 2 944 | 2 800 | 2 683 | 1 380 | 1 305 | 1 145 | 1 019 | 958  | 1 070 | 1 072 | 1 203 |
| Počet domů     | 540   | 545   | 557   | 572   | 568   | 566   | 570   | 388   | 278   | 251   | 260   | 281  | 307   | 333   | 355   |

## Správa městyse

### Části městyse
- Bernartice
- Bonětice
- Bonětičky
- Borek
- Dehetná
- Jadruž
- Olešná
- Souměř
- Strachovice
- Stráž
- Valcha

### Symboly městyse
Znak městyse je historický, vlajka byla městysi udělena rozhodnutím předsedy Poslanecké sněmovny Parlamentu České republiky dne 13. května 2003.

## Pamětihodnosti
- Kostel svatého Ducha – na místě dřevěné kaple, postavené nad léčivým pramenem před rokem 1545, z přelomu 17. a 18. století
- Kostel svatého Jana Křtitele – barokní hřbitovní kostel z roku 1734
- Kostel svatého Václava – původně románský (při opravě 1989–1992 objeven románský portál), barokní přestavba v první polovině 18. století a v roce 1781,
- Židovský hřbitov
- Kříž
- Socha svatého Jana Nepomuckého z roku 1722 od Ondřeje Artschlaga
- Kašna
- Kovárna
- Západně od vesnice se nachází pozůstatky nejspíše raně středověkého opevnění nazývaného Zámeček.[11]

## Osobnosti
- Edmund Weil (1879–1922), vysokoškolský učitel a bakteriolog